# Георги Попов (футболист)
 Тази статия е за футболиста.  За други личности с това име вижте пояснителната страница.  
Георги Димитров Попов – Тумби е български футболист, роден на 14 юли 1944 г. в град Пловдив.
Един от най-бързите играчи във футболната история на България – пробягва в най-добрите си години 100 метра за 11 секунди. Спортната си кариера започва като гимнастик.
С футбол започва да се занимава в школата на Марица. Преминава на 17 години в отбора на Ботев Пловдив, където играе от 1961 до 1975 година.
Записва 308 шампионатни мача в които отбелязва 83 гола. В евротурнирите за Ботев има 12 мача и 3 гола (2 мача с 1 гол в КЕШ, 6 мача и 2 гола в КНК и 4 мача за купата на УЕФА).
Шампион на България през 1967 г., носител на Купата на Съветската армия през 1962 г., вицешампион през 1963 и носител на Балканската клубна купа през 1972 г. Взима участие и в национални гарнитури - 5 срещи с 1 отбалязан гол в „А“ юношеския национален отбор (до 18 г.), 4 срещи с един отбелязан гол в младежкия национален отбор (до 23 г.), 2 срещи с един отбелязан гол „Б“ националния отбор и 22 срещи в „А“ националния отбор и 1 гол. В състава на „А“ националния отбор участва на финалите на IX Световно първенство в Мексико през 1970 г., където играе 2 мача и на Европейското първенство през 1968 г. - четвъртфинал. „Заслужил майстор на спорта“ от 1965 г. Бивш треньор на Ботев Пловдив.
Георги Попов умира на 9 март 2024 година в Пловдив.